# 天津站
天津站，俗称天津东站，位于中华人民共和国天津市河北区与河东区交界，新纬路1号，地处河北区与河东区交界的海河北岸。
天津站始建于清光绪十二年（1886年），历史上曾以天津车站、老龙头火车站、天津紫站、天津老站和天津东站为站名。天津站历经多次扩建工程，目前是天津市最主要的铁路客运站之一，为中国铁路北京局集团有限公司下辖的特等站，有津山铁路、京津城际铁路、津秦高速铁路等在此交汇。
目前，天津站是天津市的铁路门户，亦是天津站交通枢纽工程的核心组成部分，天津地铁2号线、3号线和9号线在此交汇，多条公交线路和长途客运班线通达天津站。

## 历史沿革

### 津唐铁路车站

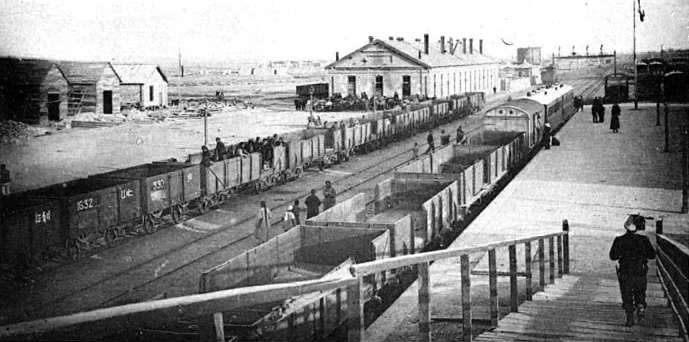
庚子事变期间的天津站，法军拍摄（1900年-01年）

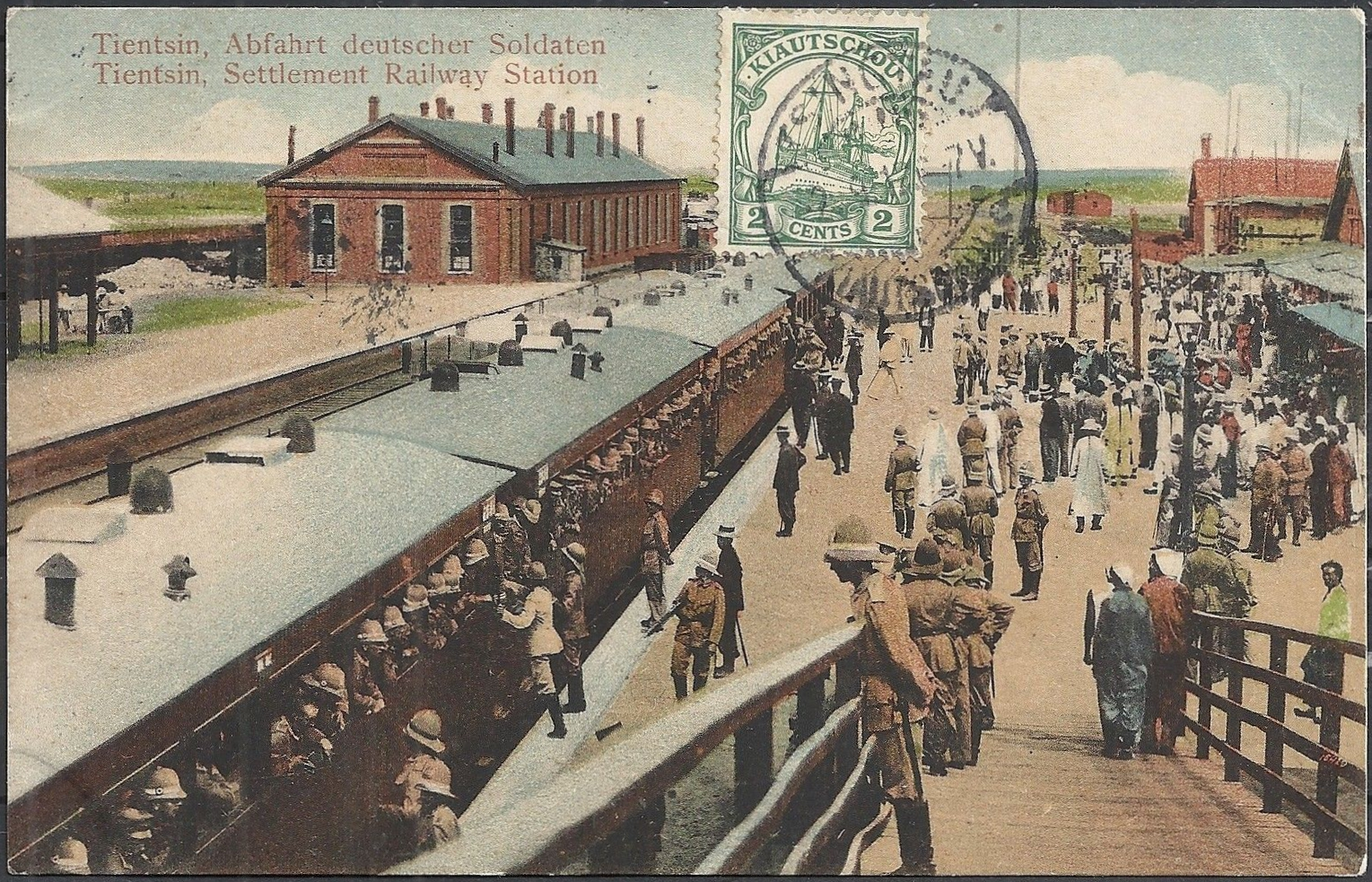
庚子事变期间，老龙头车站内的德国军队列车（明信片）

随着唐胥铁路在1888年延展至天津，并改称“津唐铁路”，天津车站作为天津境内的第一个铁路车站建成。该站始建于清光绪十二年（1886年），在修建天津车站的时候，最初选址位于天津海河东北岸的旺道庄。车站在光绪十四年八月二十八日（1888年10月5日）随津唐铁路竣工通车而启用。天津车站初建时站内有两“股”线路、一个月台，为客货共用车站。之后车站规模扩建为九“股”，俗称“下九股”。
清光绪十七年四月（1891年5月），在旺道庄以西约500米处再兴建一座规模更大的车站，并于次年建成使用。新的天津车站站舍为土木结构的三层大楼，同时还兴建了站台等设施，新车站仅为客运车站，因地处海河东岸“老龙头”地区（今大沽桥至解放桥下游一带），故名为老龙头车站，而原有的老站则改为天津车站的货运站。津芦铁路和津榆铁路接轨后，天津老龙头车站成为了重要的枢纽站。

### 庚子事变及重建
旧老龙头车站毁于庚子事变战火。1900年6月，八国联军进攻天津，在紫竹林英法租界内外与义和团及清军展开激战，从6月17日起，在与法租界仅一河之隔的老龙头车站，双方展开持续数十天的血战，车站建筑也被摧毁。1900年7月，八国联军占领天津，包括老龙头车站在内的海河东岸大片地区即成为俄军占领区。当年12月底，天津俄租界开辟，该站地处该租界界内。此举遭到津榆鐵路借款国英国的极力反对，英俄两国士兵在车站一带冲突不断。最后由于德国出面调停，俄国同意让出老龙头车站以及站前通往紫竹林英法租界的道路。这样，俄租界被分割为东西两个部分，而老龙头车站以及站前道路仍属于华界。
1902年，老龙头车站重新扩建，因为车站与海河对岸的紫竹林码头相对，故名为天津紫站，并在车站广场中央构筑“老龙头”纪念碑一座（后被拆除）。随着新开河火车站（今天津北站）在光绪廿九年（1903年）建成并于1904年改称天津新站，天津紫站也在1904年改称“天津老站”，与“新站”呼应。

### 津浦铁路接入

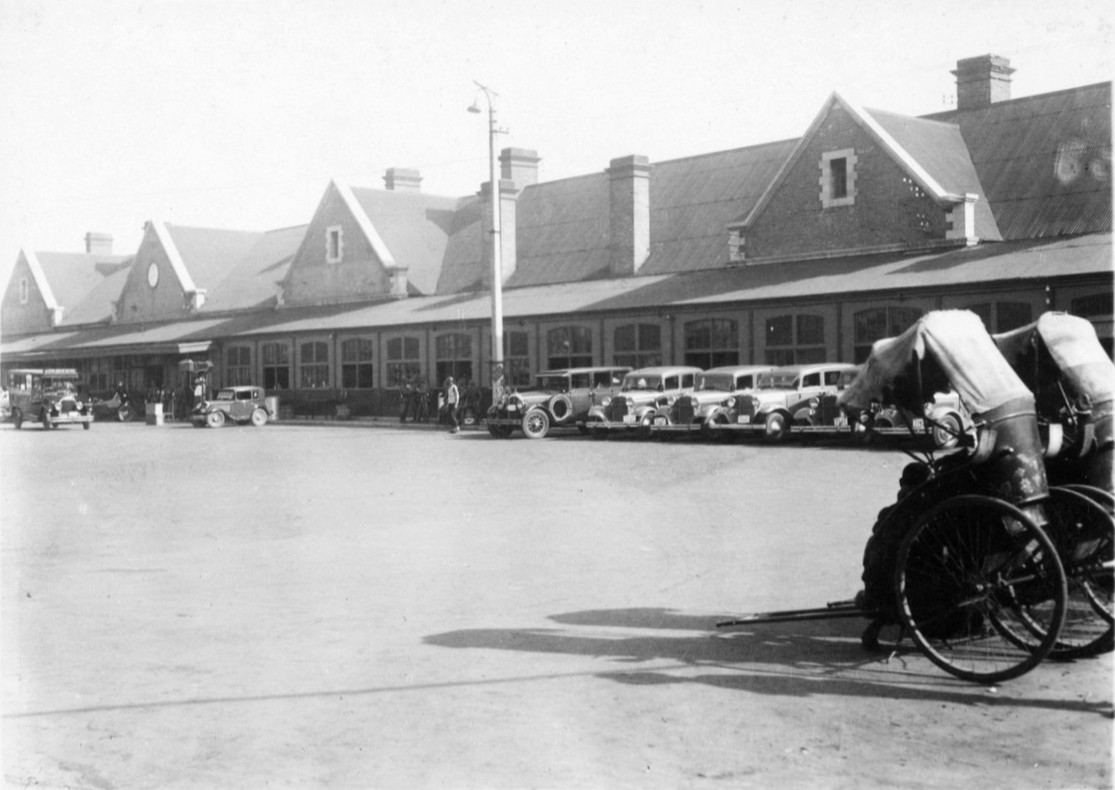
1930年代的天津东站（今天津站）主站房、候车室及站前广场

1911年，津浦铁路天津西站建成后，“天津老站”更名为“天津东站”，至此天津形成东、北、西三大火车站格局。而天津东站则成为京奉鐵路（北寧鐵路）与津浦铁路两大干线的交汇点。1930年10月10日，天津东站成功开出了第一列国际列车。天津东站自民国五年至民国三十五年（1916年—1946年）间为中华民国铁道部核定的一等站，至民国三十六年（1947年）升格为特等站。
1949年，中华人民共和国成立后，天津东站更名为天津站至今，在铁道部的历次核定中均被核定为特等站。1950年，天津站扩建了1000多平方米的候车室，而此后30余年再没有进行过大规模扩建。

### 新站房

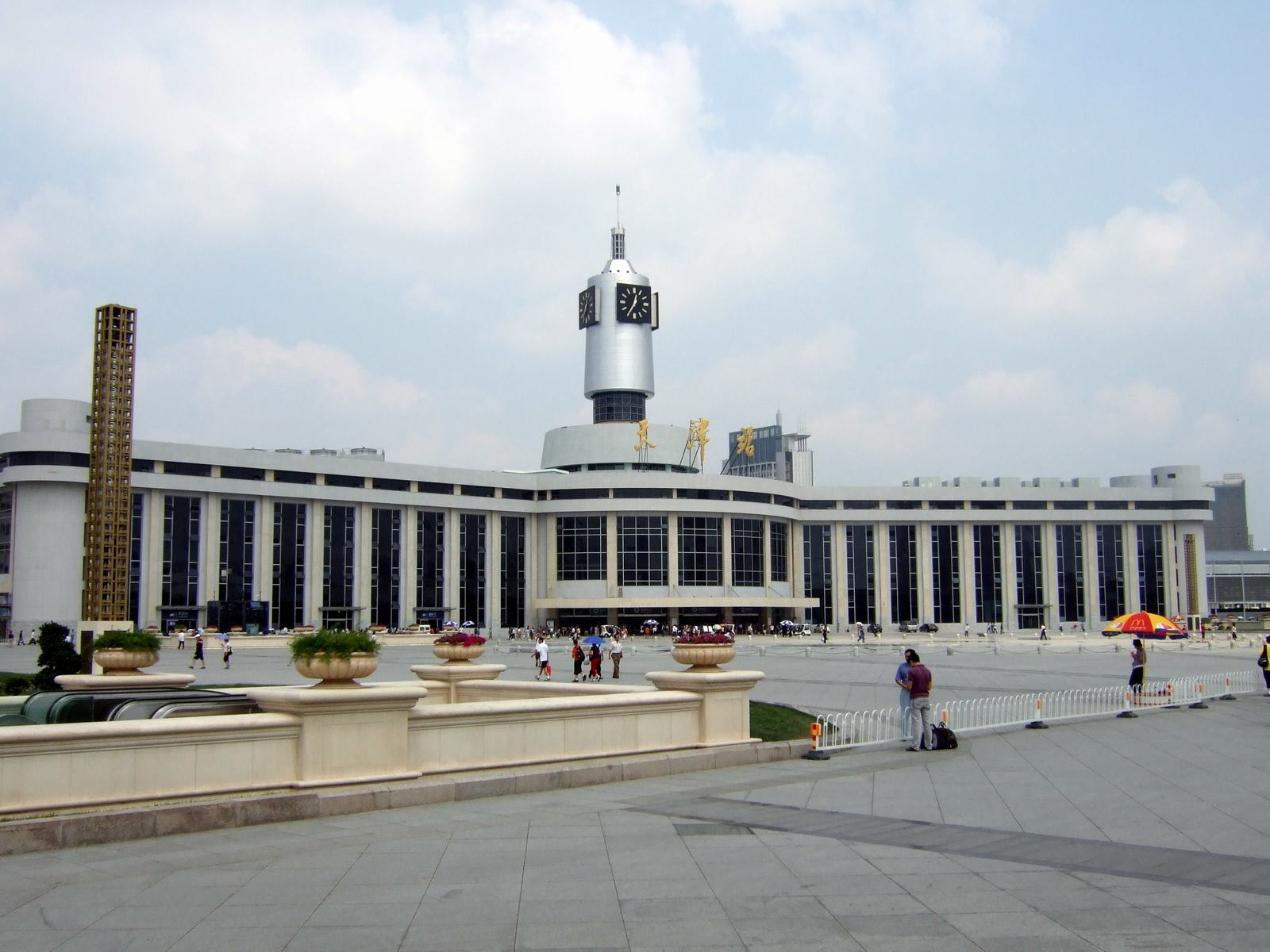
1988年建成的天津站站房

改革开放以后，由于天津站所负担的运输压力不断增加，客运量急剧增长，日均发送旅客人数达65000人。经国务院批准，铁道部、天津市政府决定展开“天津铁路枢纽改造工程”，此项目也被列入国家“七五”计划重点工程。1987年4月15日起，天津站进行了彻底的翻新改建，在原老龙头车站原址建成了新站房和在楼顶高66米的圆柱形时钟楼，面对海河。邓小平亲自为新天津站题写站名。1988年9月25日完工，同年10月1日，即在天津站建站一百周年前夕，由时任铁道部部长李森茂剪彩，天津站新站房正式投入使用。改建后的天津站，接发客车能力由原来的每日46对增加到每日95对，候车能力增至1万人，是当时中国国内最先进的现代化火车站之一。
截至2005年，天津站是天津铁路枢纽的主要客货运站，位于京山铁路上，办理京山、京沪、津蓟、津霸铁路旅客列车的始发、终到作业，山海关方向与北京、济南方向直通列车的到发作业，以及直达货物列车和枢纽内小运转列车的到发、解编作业。车站各车场呈纵列布置，全长约6千米，京山下行正线外包各车场、段所，上行正线中穿，同时衔接北京、山海关、上海3个方向。车场自西向东排列着天津机务段、客运车场、货运到发场和调车场、天津站南货场、客车整备存车场和四号楼到发线、天津客车段、客车整备所等设备设施。其中客运车场设正线2条、旅客列车到发线11条、机走线2条；设旅客站台6座，出站地道1座、行包地道2座。

### 引入高速铁路
作为2008年北京奥运会的协办城市，为配合北京奥运会的举行及京津城际铁路、天津地下直径线的建设和未来津秦高速铁路的引入，天津市启动了“天津站交通枢纽工程”的整体建设。2007年1月15日开始，天津站开始自1988年以来首次封闭改造。为配合该项工程，2007年1月15日零时起，天津站停止办理客运业务，同时由天津客车技术整备站（天津客技站）改建而成的“天津站临时客站”（月牙河火车站）正式投入使用，接替天津站所有客车到发业务。与此同时，天津站的公交车多数将终点站迁移至月牙河火车站。
2008年8月1日，北京奥运会开幕前夕，新天津站与京津城际铁路同时投入运营。8月2日，作为过渡的月牙河火车站正式关闭。车站改造后，所有站台均改造为1.25米的高站台，顶部改建为无柱雨棚；并新建大型高架候车室、南北进站大厅、南北售票大厅、地下旅客通道等，其中高架候车厅2.2万平方米，能同时容纳6000人候车。本次改造后的天津站将成为以铁路站房为中心，集普速铁路、高速铁路、地铁、长途客运、公交、汽车为一体的现代化大型综合交通枢纽，同时也是现今中国最为现代化的铁路车站之一。经车站设计方测算，包括铁路在内的综合枢纽远期日客流将达到68万人次。
2009年，天津站入选“天津十大标志性建筑”。同年8月，天津站海河对岸的津湾广场落成，与天津站前广场（海河广场）融为一体，成为天津市的新的景观。

## 车站结构

### 站房结构
目前天津站站房包括京津城际北站房、高架候车室、地下进站厅、无站台柱雨棚及高站台、东西侧旅客地道、东西侧行包通道、既有南站房，总建筑面积18.5万平方米，其中新建北站房7.1万平方米，改建既有南站房3.3万平方米，雨棚8.1万平方米。高架候车厅2.2万平方米，能同时容纳6000人候车。
城际北站房首层为进站中央大厅，二层直通最大跨度为54米高架候车室。地下进站厅位于地下一层，建筑面积1.24万平方米，接入6至17号检票口（津秦客专场、京津城际场）。东、西旅客出站地道位于地下进站大厅东、西两侧，宽度达到18米。无站台柱雨棚覆盖全部站台，南北方向共5跨，总建筑面积达80850平方米。
| 地上一层 | 高架候車室        | 候車室、办公区                                                                                  |
| 地面     | 中央进站大厅 站台 | 南、北站房进站厅                                                                                |
| 地下一层 | 地下进站厅 交通层 | 東、西旅客出站地道（可供旅客不出站换乘同站列车） 公共区、服务区、设备区、出租车候客区、停车库等 |
| 地下二层 | 站厅层            | 地铁2、3、9号线                                                                                 |
| 地下三层 | 站台层 设备层     | 地铁2、9号线 地铁3号线                                                                          |
| 地下四层 | 站台层            | 地铁3号线                                                                                       |

- 南进站口
- 车站候车大厅夜景
- 候车厅服务台
- 地下出站通道（西）

#### 车站艺术

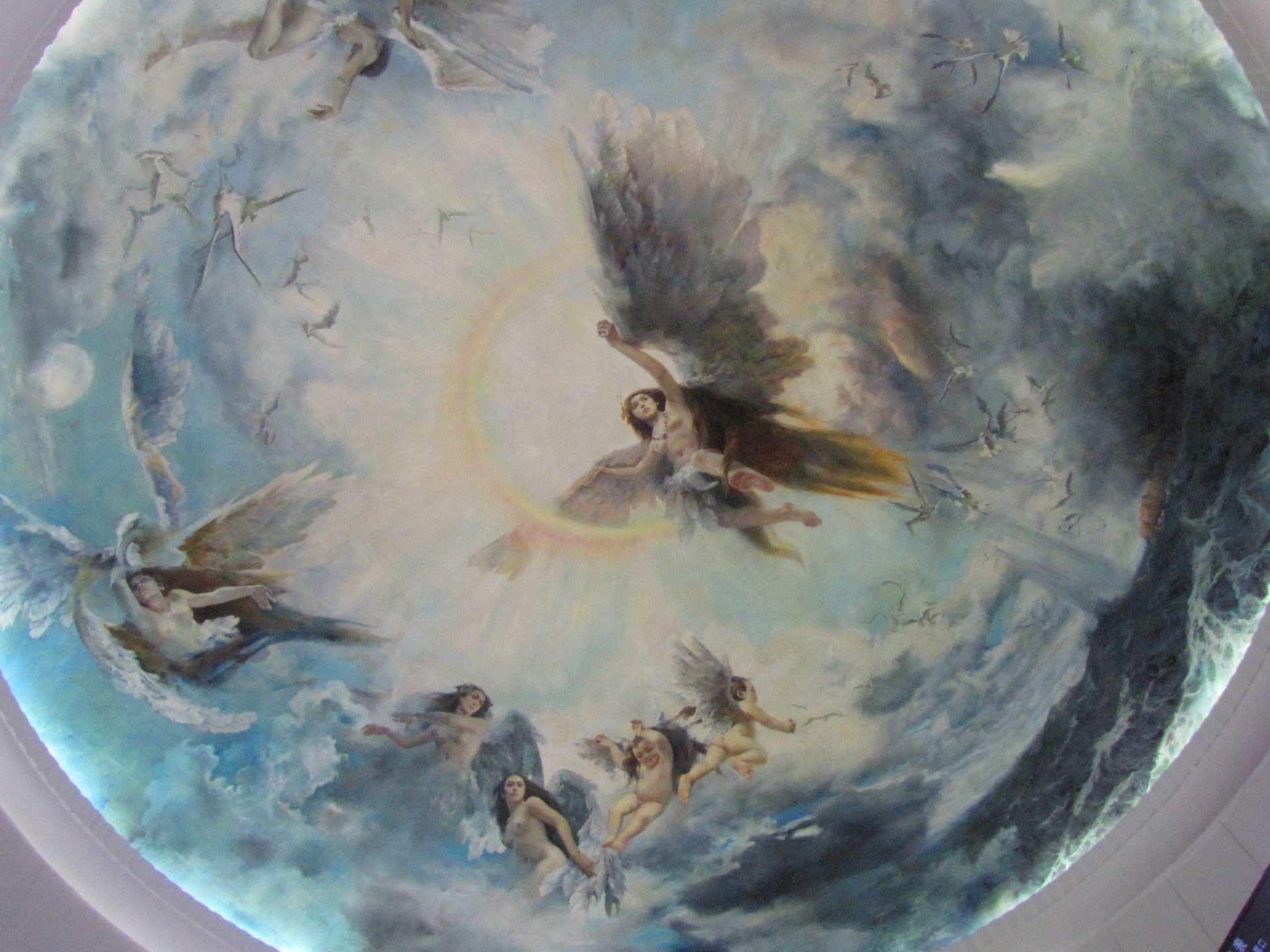
天津站主站房中央圓廳穹顶壁画《精卫填海》

天津站穹顶壁画《精卫填海》是目前国内最大的穹顶壁画，上世纪80年代天津站改造时，由天津市著名油画家秦征等人创作。天津站主站房的中央圆厅直径40米，高21米，中部是由10根石柱围成的高大空间，顶部便是此穹顶壁画。穹顶壁画《精卫填海》在2007年至2008年间进行的改扩建工程中得以维护原貌予以保留，装修过程中进行了必要的保护和修缮。天津站被定为永久无烟站，也是考虑到了这一因素。
西班牙艾尔波斯可少年合唱团的1995年的专辑《天使》（Angelis）便是以天津站这幅穹顶壁画为封面的。

#### 售票窗口布局

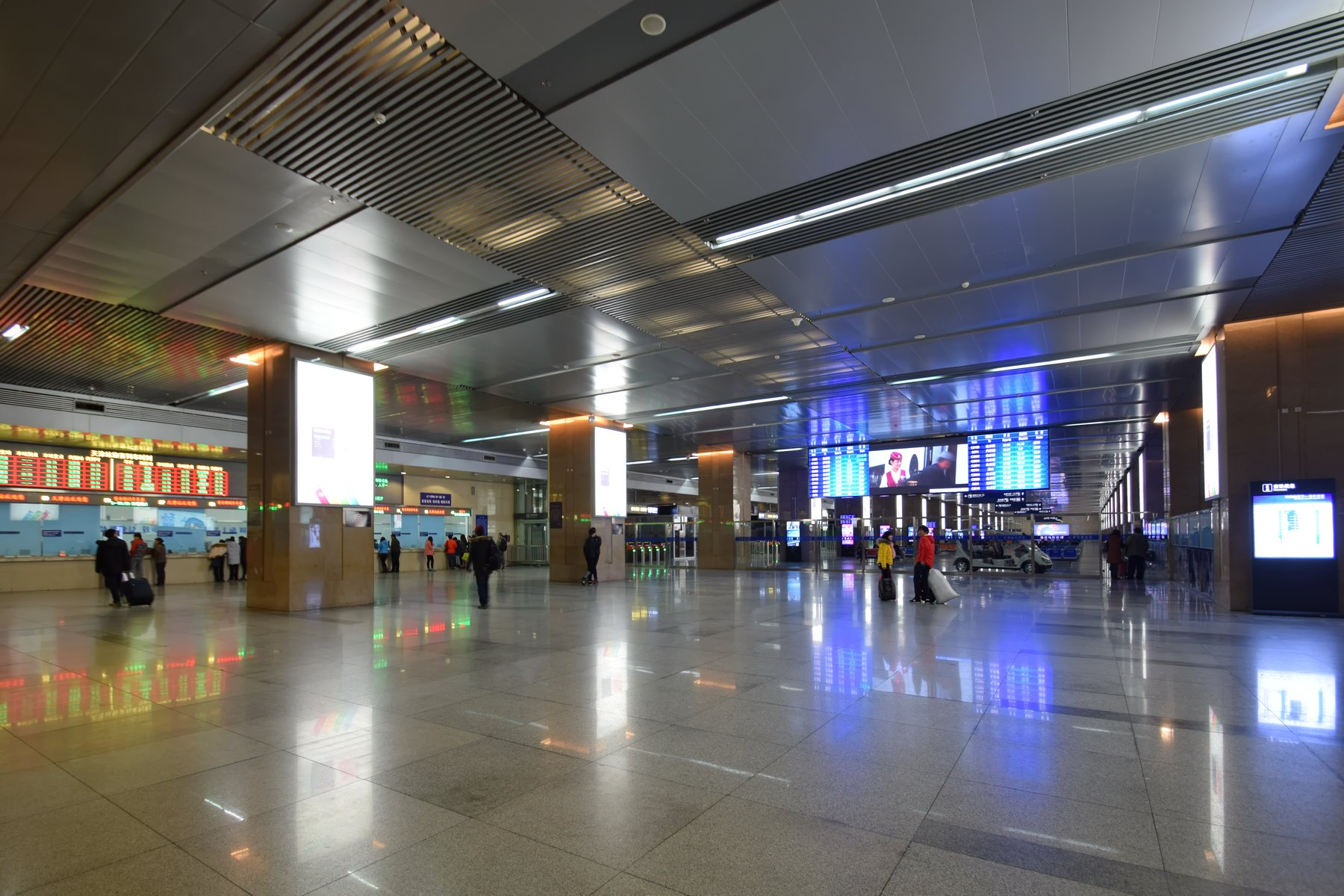
地下一层城际列车候车大厅及售票处（2015年）

车站内设置了62个人工售票窗口，以及应用于京津城际列车的23台自动售票机、65台进出站自动闸机。
| 南站房售票厅 | 北站房售票厅                                                                                         | 京津城际自助售票机                                                    |
| --- | --- | --------------------------------------------------------------------- |
| - 1号窗口：无障碍售票 - 2号窗口：主任值班 - 3号窗口：退票窗口 - 4—21号窗口、24—30号窗口：普通售票口 - 22号窗口：问询处 - 23号窗口：中转签证 | - 1号窗口：京津城际签证 - 2—6号窗口：普通售票口 - 7、14号窗口：无障碍售票 - 8—13号窗口：京津城际售票 | - 南站房售票处：7台 - 南站房进站大厅：4台 - 北站房一层东西两侧：各5台 |

### 站台结构
天津站站场总规模为10台18线，自北向南依次为京津城际铁路（津滨城际铁路）高速车场（4台7线）、津秦高速铁路高速车场（3台6线）、普速车场（3台5线）。
| 月台编号 | 路线         | 行驶方向                                             |
| -------- | ------------ | ---------------------------------------------------- |
| 1～5     | 津山铁路     | 山海关・沈阳北・天津北・天津西・北京・德州・徐州方向 |
| 6～11    | 津秦高速铁路 | 天津西・军粮城北・秦皇岛・沈阳北方向                 |
| 12～18   | 京津城际铁路 | 武清・北京南・军粮城北・塘沽・滨海方向               |

| 17站台 |
| 16站台 |

| 15站台 |
| 14站台 |

| 13站台 |
| 12站台 |

| 11站台 |
| 10站台 |

| 9站台 |
| 8站台 |

| 7站台 |
| 6站台 |

| 5站台 |
| 4站台 |

| 3站台 |
| 2站台 |

## 车站景观

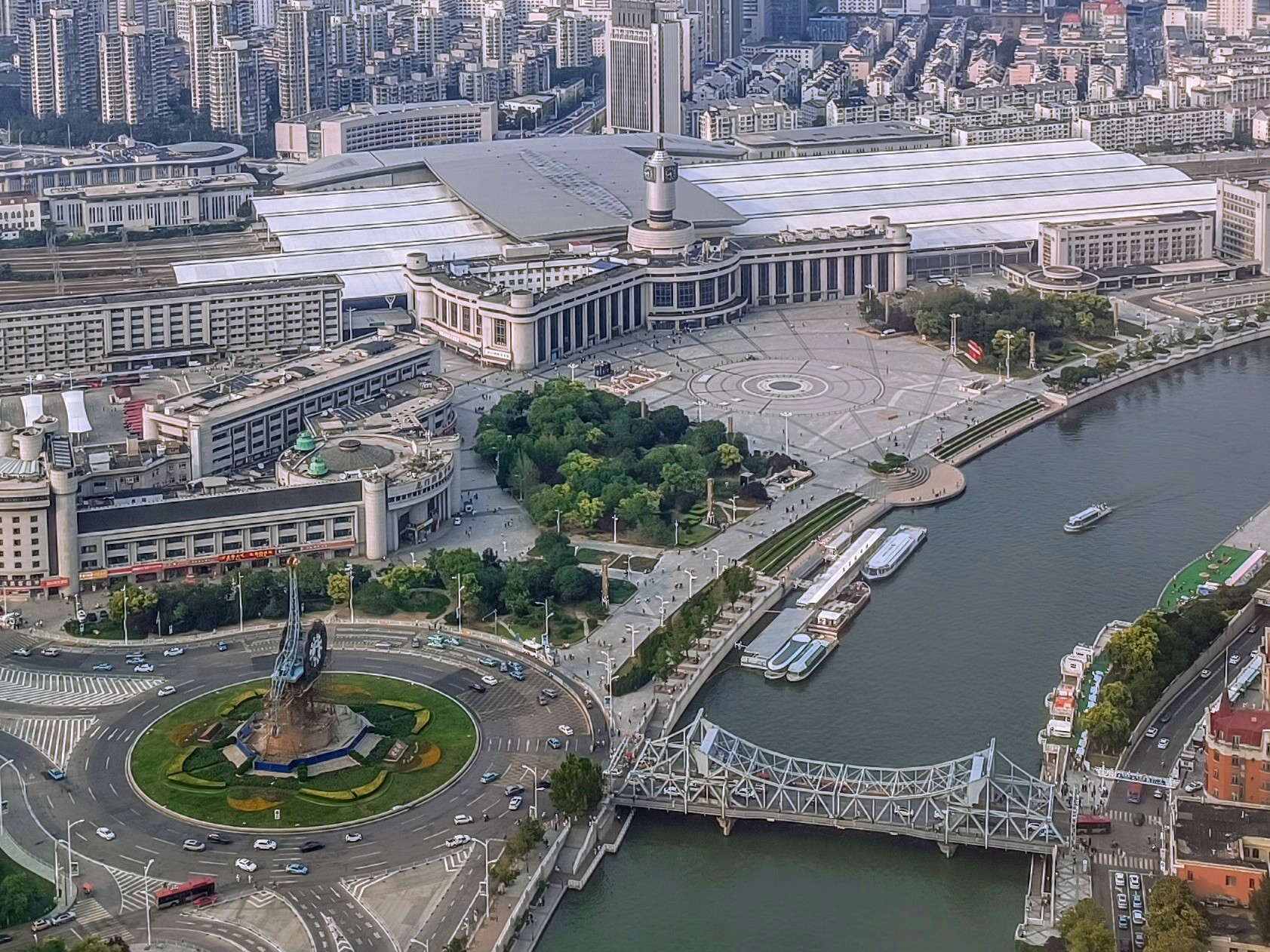
天津站前广场、解放桥和世纪钟

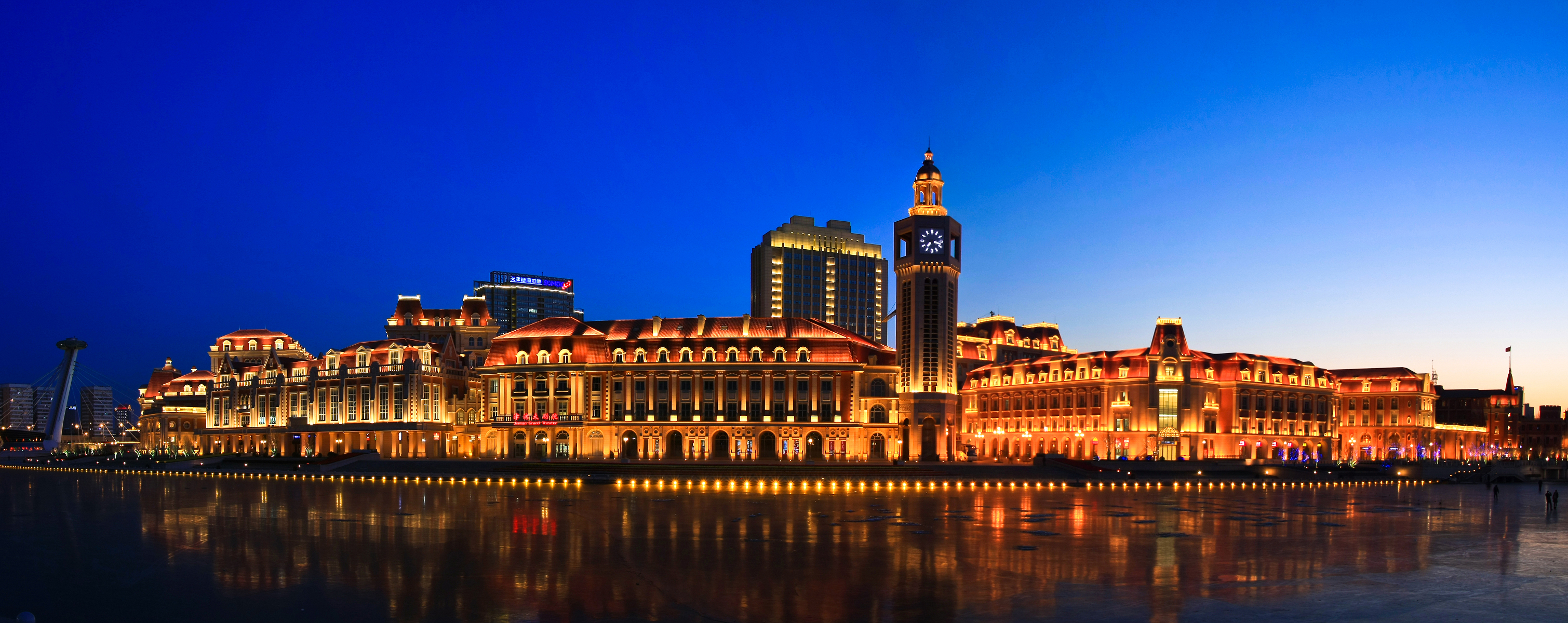
天津站前的津湾广场

### 海河广场
海河广场为天津站面向海河的前广场，为用于人流集散的景观广场，占地4万多平方米；广场中心地面镶有巨型铜板天津地图，地图周边为环形喷泉。海河广场上有12座高达12米的方柱形景观灯，基座四面各有一块巨大的铜牌，镌刻着天津历史的标志性画面，灯杆主体由众多“小火车”造型的铸铁件组合而成，内嵌的LED灯散发出多种色彩。海河岸边拥有百米余长的亲水平台。海河对岸为欧式风格的津湾广场、具有大批历史风貌建筑的解放北路。此外，天津站周边的景观还包括解放桥、大沽桥、津塔、津门等。海河广场靠近海河的堤岸设置自行车通道、亲水平台及游船码头。海河广场地下一层沿海河一侧设置沟通进步道、六纬路的地道和停车场。地道两侧为地下过路式公交车站。停车场拥有机动车停车位450个，非机动车位2000个。

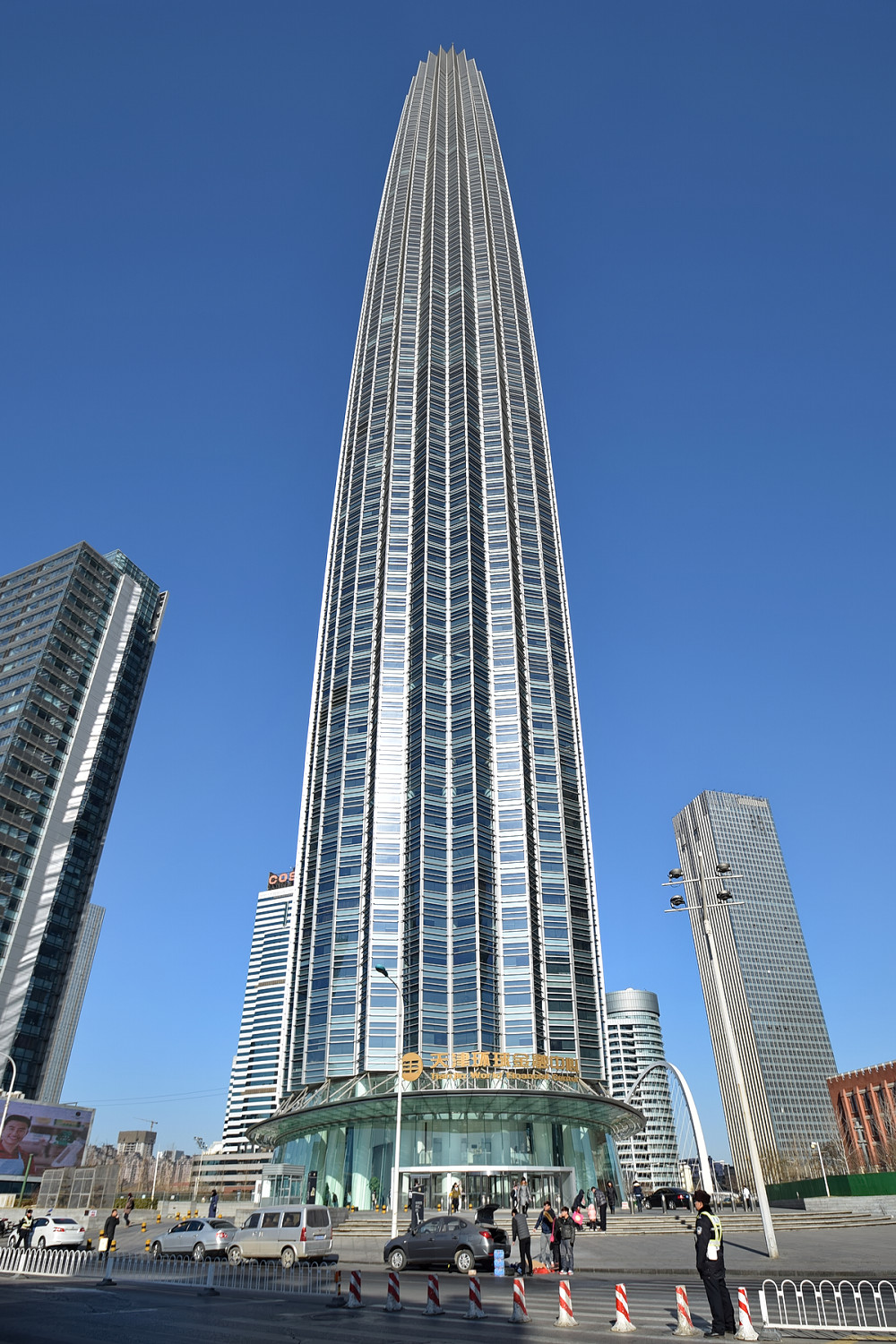
海河对岸的津塔
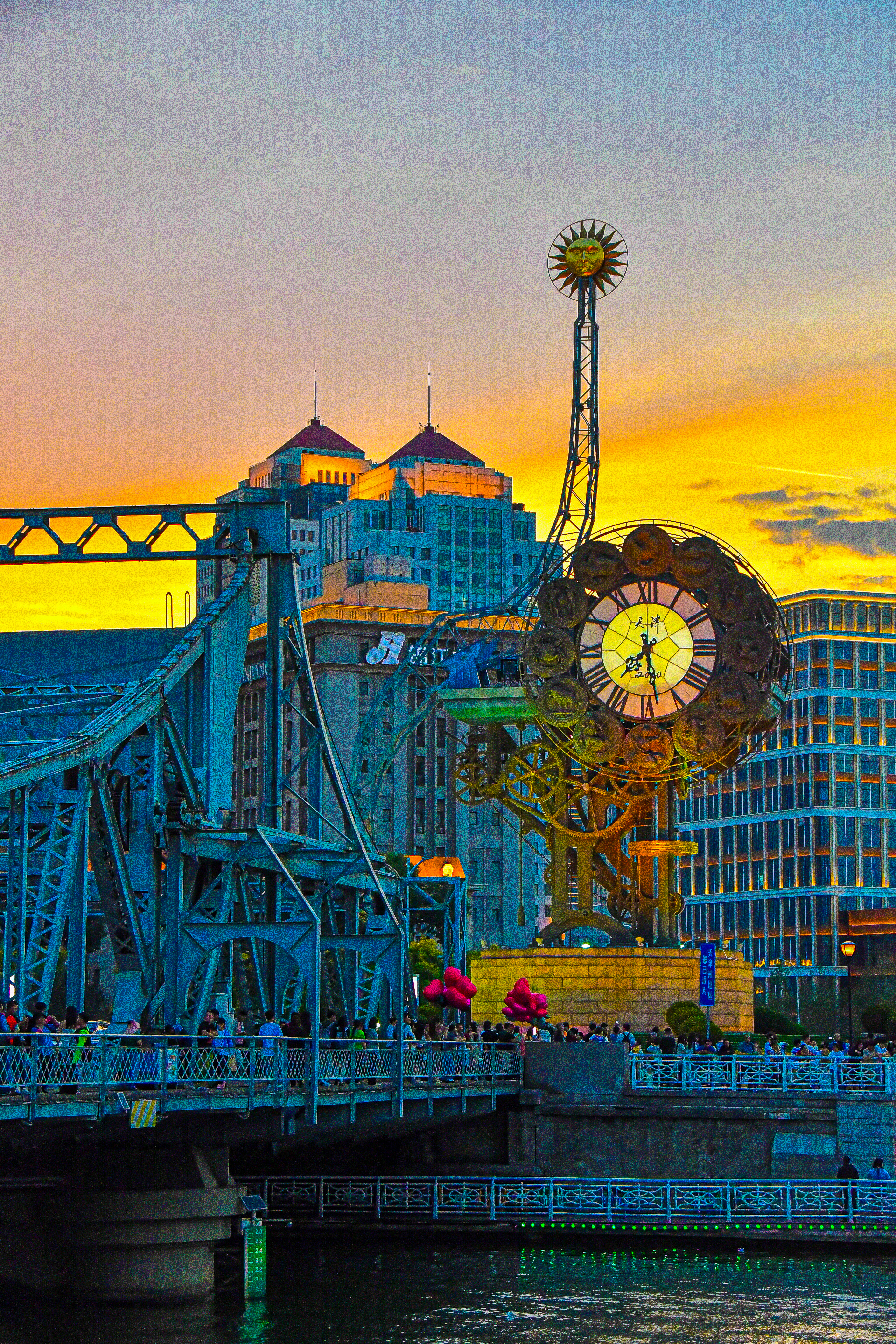
天津世纪钟
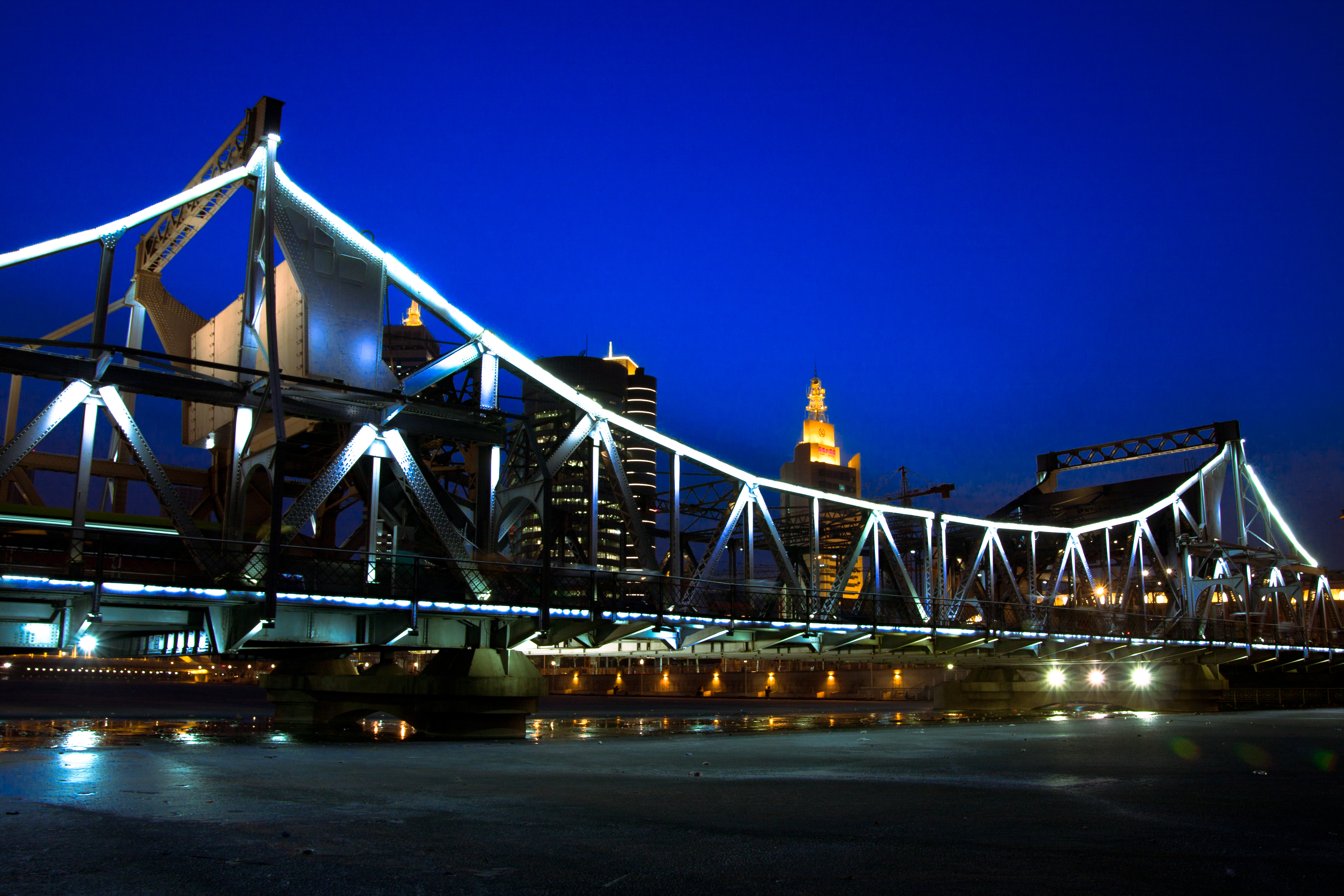
解放桥
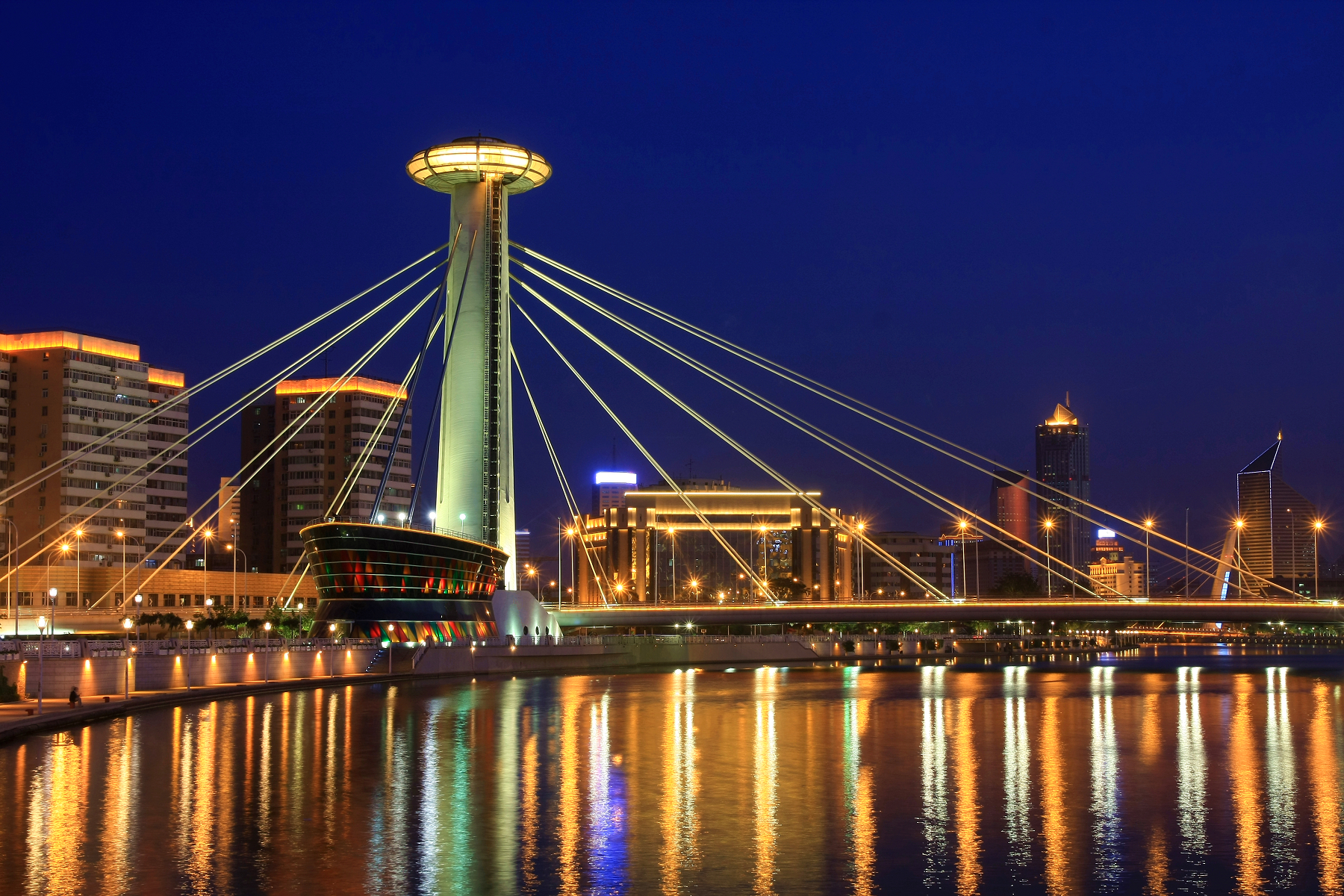
赤峰桥

## 其他功能布局

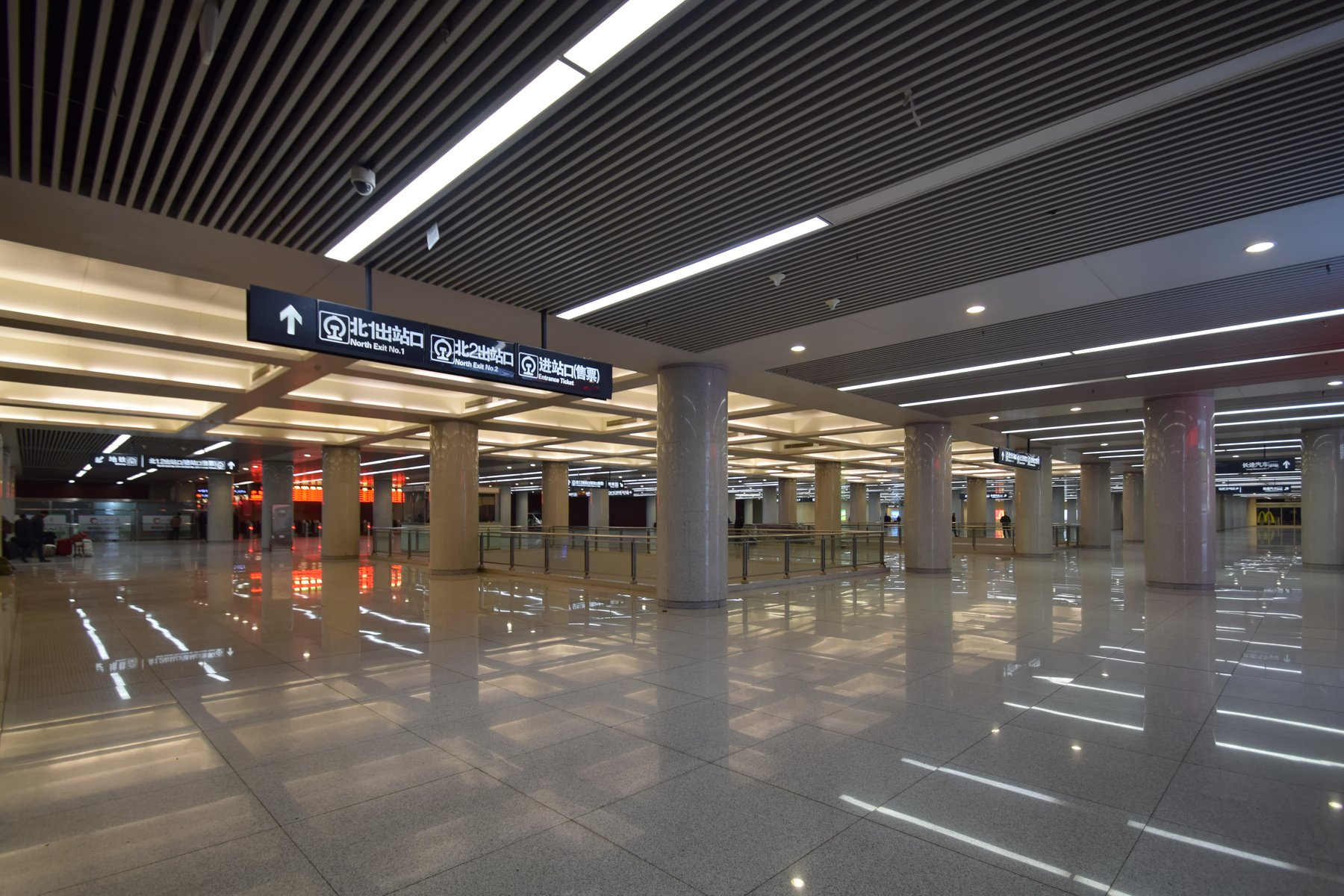
天津站交通枢纽换乘中心

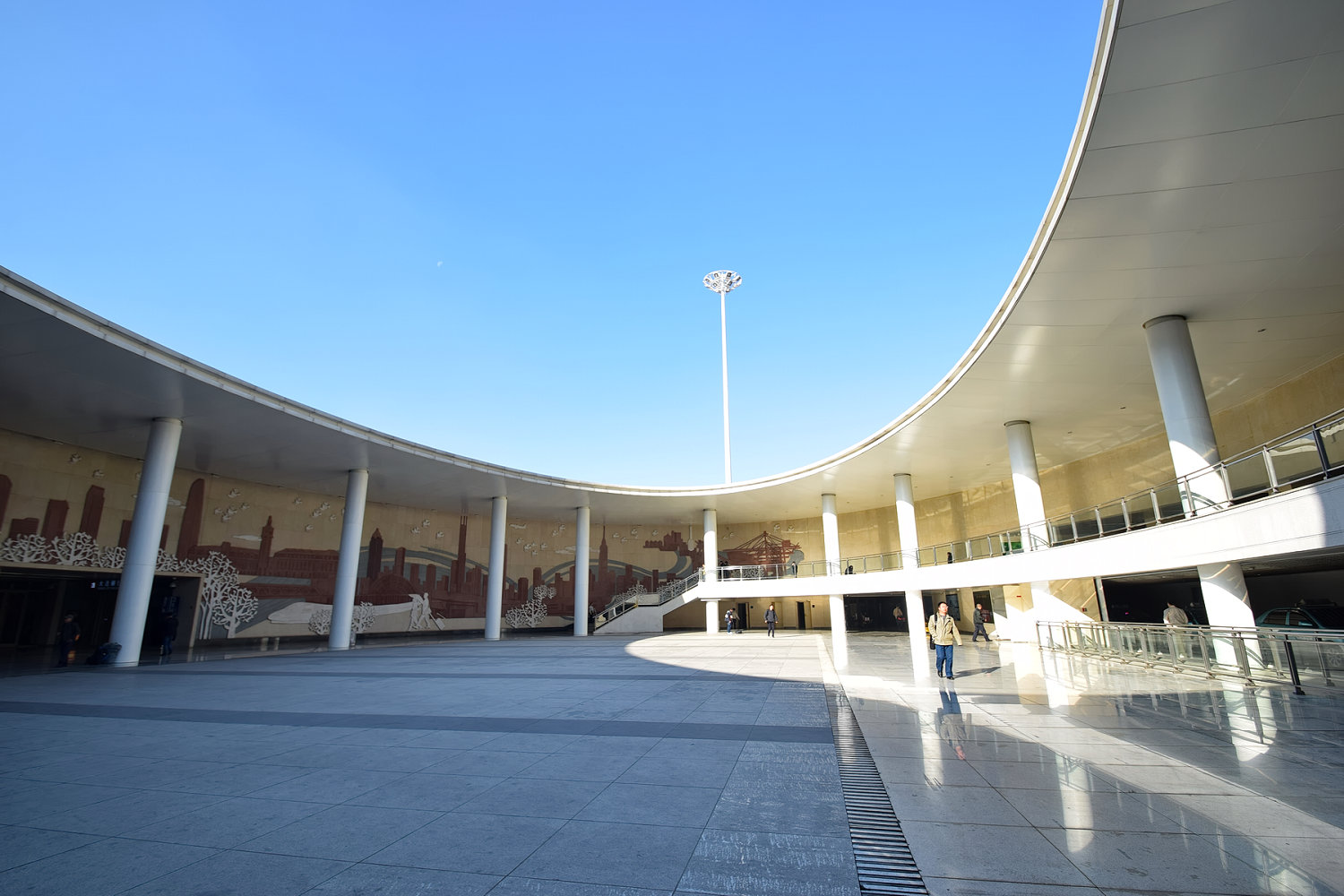
天津站后广场下沉广场及出租车候车

天津站交通枢纽拥有五大功能分区：铁路客站（普铁站、城际站）、后广场（交通广场）、前广场（景观广场）、站后公交广场、站前公交广场（副广场）。各分区不同层次间均设置上下联系通道。

### 交通广场
天津地铁2号线、3号线、9号线的天津站将位于地下二、三、四层，形成枢纽轨道换乘中心。在地铁2，3号线联络线北侧地下设置出租车上客区和机动车停车库，后广场形成以地铁换乘枢纽站为核心，地铁、铁路客运专线，既有铁路、京津城际铁路、长途客运、公交、出租等多种交通方式空间连通的大型换乘交通枢纽。地面为环路集散广场，环岛占地2.4万平方米。

### 公交广场
站前公交广场占地面积1.7万平方米，总建筑面积约为4万平方米，地面由30余条公交线路始末车场和前后广场联系通道及铁路出站客流集散广场组成。地下一层为出租车停靠排队区及集散大厅，地下二层为社会车辆停车场，可停放320辆车。站后公交中心总占地面积1.9万平方米，有8个公交发车位，19个长途客车车位。
| 编号 | 编号  | 线路           | 线路 | 线路               | 收费  | 运营商   | 备注                                      |
| ---- | ----- | -------------- | ---- | ------------------ | ----- | -------- | ----------------------------------------- |
|      | 186   | 天津站（A1-1） | ⇆    | 大港老客运站       | 2–6元 | 公交滨海 |                                           |
|      | 186快 | 天津站（A1-1） | ⇆    | 大港老客运站       | 10元  | 公交滨海 | 原 津港定制公交                           |
|      | 461   | 天津站（A1-2） | ⇆    | 汉沽中心站         | 10元  | 公交滨海 | 全线途经津汉公路                          |
|      | 462   | 天津站（A1-2） | ⇆    | 汉沽中心站         | 10元  | 公交滨海 | 途经港城大道、中新大道                    |
|      | 468   | 天津站（A1-2） | ⇆    | 汉沽中心站         | 10元  | 公交滨海 | 原 通勤462                                |
|      | 570   | 天津站（A1-3） | ⇆    | 桥北公交站         | 13元  | 公交滨海 |                                           |
|      | 570快 | 天津站（A1-3） | ⇆    | 桥北公交站         | 16元  | 公交滨海 | 定点班线 金钟河大街地铁站一站华翠小区南门 |
|      | 574   | 天津站（A1-3） | ⇆    | 于方舟故居游客中心 | 9元   | 公交滨海 |                                           |
|      | 621   | 天津站（A1-3） | ⇆    | 塘沽南站           | 2–6元 | 公交滨海 |                                           |

| 编号 | 编号  | 线路           | 线路 | 线路             | 收费                | 运营商     | 备注                          |
| ---- | ----- | -------------- | ---- | ---------------- | ------------------- | ---------- | ----------------------------- |
|      | 28    | 天津站（A2-2） | ⇆    | 明珠花园         | 2元                 | 公交四公司 |                               |
|      | 188   | 天津站（A2-1） | ⇆    | 蓟州客运站       | 平日25元 节假日35元 | 蓟州客运   |                               |
|      | 639东 | 天津站（A2-2） | ⇆    | 程盛道公交站     | 2元                 | 公交四公司 |                               |
|      | 660   | 天津站（A2-2） | ⇆    | 华明新家园北站   | 2–3元               | 公交四公司 | 上下车刷卡 原一代160路改号    |
|      | 663快 | 天津站（A2-2） | ⇆    | 东丽湖公交站     | 2–4元               | 公交四公司 | 原663路主线（←原一代163路）   |
|      | 666快 | 天津站（A2）   | ⇆    | 民航大学公交站   | 2元                 | 公交四公司 | 原 666 主线（←原第一代 181 ） |
|      | 760   | 天津站（A2）   | ⇆    | 胸科医院环湖医院 | 2元                 | 公交四公司 | 合并原 858东段                |
|      | 760区 | 天津站（A2）   | ⇆    | 棉三创意园区     | 2元                 | 公交四公司 |                               |

| 编号         | 编号  | 线路           | 线路   | 线路           | 收费  | 运营商     | 备注                                           |
| ------------ | ----- | -------------- | ------ | -------------- | ----- | ---------- | ---------------------------------------------- |
|              | 9     | 天津站（A3-2） | ⇆      | 理工大学主校区 | 2元   | 巴士实业   | 经体院北 合并原 951 北段                       |
|              | 13    | 天津站（A3-3） | ⇆      | 体院北公交站   | 2元   | 公交二公司 |                                                |
|              | 676南 | 天津站（A3-3） | ⇆      | 天职师大公交站 | 2元   | 公交二公司 |                                                |
|              | 808   | 天津站（A3-1） | 全程 ⇆ | 东张庄公交站   | 2–4元 | 公交二公司 | 上下车刷卡                                     |
| 复兴门地铁站 | 808   | 短线 ⇆         |        | 东张庄公交站   | 2–4元 | 公交二公司 | 上下车刷卡                                     |
|              | 953   | 天津站（A3-2） | ⇆      | 理工大学主校区 | 2元   | 巴士实业   | 经天津文化中心                                 |
|              | 961   | 天津站（A3-2） | ⇆      | 城际美景公交站 | 2元   | 公交一公司 | 工作日早晚高峰增停双街产业园 原 616 （第一代） |

| 编号 | 编号 | 线路           | 线路 | 线路         | 收费 | 运营商     | 备注      |
| ---- | ---- | -------------- | ---- | ------------ | ---- | ---------- | --------- |
|      | 5    | 天津站（A4-1） | ⇆    | 丁字沽公交站 | 2元  | 公交一公司 |           |
|      | 27   | 天津站（A4-2） | ⇆    | 淮河道公交站 | 2元  | 公交一公司 | 合并原 6  |
|      | 634  | 天津站（A4-1） | ⇆    | 刘园公交站   | 2元  | 公交一公司 |           |
|      | 802  | 天津站（A4-3） | ⇆    | 泰莱道公交站 | 2元  | 公交一公司 | 合并原 18 |

| 编号    | 编号  | 线路             | 线路           | 线路           | 收费          | 运营商     | 备注              |
| ------- | ----- | ---------------- | -------------- | -------------- | ------------- | ---------- | ----------------- |
|         | 8     | 天津站（A5-2）   | 全程 ⇆         | 体育中心公交站 | 2元           | 公交三公司 |                   |
| 短线 ←  | 8     | 天津站（A5-2）   | 八里台         |                | 2元           | 公交三公司 |                   |
|         | 24    | 西站公交站（B2） | ⇆              | 天津站（A5-3） | 2元           | 公交三公司 |                   |
|         | 50    | 天津站（A5-1）   | ⇆              | 王顶堤公交站   | 2元           | 公交三公司 |                   |
|         | 156   | 天津站（A5-1）   | ⇆              | 大邱庄公交站   | 3元、5元、8元 | 公交三公司 | 原 大邱庄民营班线 |
|         | 638   | 天津站（A5-1）   | ⇆              | 海泰南公交站   | 2元           | 公交三公司 |                   |
|         | 639西 | 天津站（A5-3）   | ⇆              | 和苑公交站     | 2元           | 公交三公司 |                   |
|         | 645   | 天津站（A5-2）   | 全程 ⇆         | 曹庄子花卉市场 | 2元           | 公交三公司 |                   |
| 短线1 → | 645   | 天津站（A5-2）   | 长虹公园地铁站 |                | 2元           | 公交三公司 |                   |
| 短线2 ← | 645   | 天津站（A5-2）   | 福姜路         |                | 2元           | 公交三公司 |                   |
|         | 672   | 天津站（A5-3）   | ⇆              | 杨柳青公交站   | 2–3元         | 公交三公司 |                   |
|         | 832   | 天津站（A5-2）   | ⇆              | 王村公交站     | 2元           | 公交三公司 |                   |

| 编号   | 编号  | 线路              | 线路   | 线路             | 收费  | 运营商     | 备注         |
| ------ | ----- | ----------------- | ------ | ---------------- | ----- | ---------- | ------------ |
|        | 35    | 四号桥公交站      | 全程 ⇆ | 水上公园东门     | 2元   | 公交四公司 |              |
| 短线 ⇆ | 35    | 四号桥公交站      | 东风里 |                  | 2元   | 公交四公司 |              |
|        | 96    | 天津站北广场      | ⇆      | 解放南路公交站   | 2元   | 公交二公司 |              |
|        | 176   | 西站公交站（A1）  | ⇆      | 港东三道公交站   | 7元   | 公交滨海   | 原 186快线   |
|        | 185   | 中心公园          | ⇆      | 无瑕花园公交站   | 2–3元 | 公交四公司 |              |
|        | 621   | 天津站（A1-3）    | ⇆      | 塘沽南站         | 2–6元 | 公交滨海   |              |
|        | 635   | 西站公交站（C2）  | ⇆      | 方山道公交站     | 2元   | 公交四公司 |              |
|        | 651   | 西站公交站（南4） | ⇆      | 天津科技大学西院 | 7元   | 公交滨海   | 途经津滨高速 |
|        | 676南 | 天津站（A3-3）    | ⇆      | 天职师大公交站   | 2元   | 公交二公司 |              |
|        | 806   | 西站公交站（C1）  | ⇆      | 智达道公交站     | 2元   | 公交四公司 |              |
|        | 827   | 天津青旅公交站    | ⇆      | 鲁山道公交站     | 2元   | 公交四公司 |              |
|        | 828   | 中心公园          | ⇆      | 乌江北里         | 2元   | 公交一公司 |              |
|        | 868   | 富力津门湖公交站  | ⇆      | 徐庄子公交站     | 2元   | 巴士实业   |              |
|        | 905   | 东姜井公交站      | ⇆      | 中山门虎丘路     | 2元   | 巴士实业   |              |
|        | 观光3 | 天津青旅公交站    | ⇆      | 程盛道公交站     | 2元   | 公交四公司 |              |

| 编号 | 编号  | 线路           | 线路 | 线路               | 收费  | 运营商     | 备注        |
| ---- | ----- | -------------- | ---- | ------------------ | ----- | ---------- | ----------- |
|      | 96    | 天津站北广场   | ⇆    | 解放南路公交站     | 2元   | 公交二公司 |             |
|      | 528   | 天津站北广场   | ⇆    | 方特欢乐世界       | 2–6元 | 滨公二分   |             |
|      | 640   | 水西公园公交站 | ⇆    | 天津站北广场       | 2元   | 巴士实业   |             |
|      | 676北 | 天津站北广场   | ⇆    | 商业大学公交站     | 2元   | 公交一公司 |             |
|      | 681   | 天津站北广场   | ⇆    | 王顶堤商贸城公交站 | 2元   | 巴士实业   |             |
|      | 803支 | 天津站北广场   | ⇆    | 淮河道公交站       | 2元   | 公交一公司 | 原 803 区间 |
|      | 813   | 天津站北广场   | ⇆    | 天津职业大学公交站 | 2元   | 公交一公司 |             |

| 编号 | 编号 | 线路         | 线路 | 线路             | 收费  | 运营商     | 备注       |
| ---- | ---- | ------------ | ---- | ---------------- | ----- | ---------- | ---------- |
|      | 607  | 新兆路公交站 | ⇆    | 逸仙园           | 2–5元 | 公交一公司 | 合并原 611 |
|      | 701  | 新兆路公交站 | ⇆    | 金钟新市镇公交站 | 2元   | 公交一公司 |            |

| 编号 | 编号 | 线路       | 线路 | 线路         | 收费                | 运营商   | 备注 |
| ---- | ---- | ---------- | ---- | ------------ | ------------------- | -------- | ---- |
|      | 187  | 通莎客运站 | 直 ⇆ | 蓟州客运站   | 平日25元 节假日35元 | 长客运业 |      |
|      | 195  | 通莎客运站 | ⇆    | 邦均西潘庄   | 30元                | 蓟州客运 |      |
|      | 197  | 通莎客运站 | ⇆    | 东龙虎峪     | 30元                | 蓟州客运 |      |
|      | 198  | 通莎客运站 | ⇆    | 出头岭村     | 30元                | 蓟州客运 |      |
|      | 199  | 通莎客运站 | ⇆    | 梨木台風景區 | 30元                | 蓟州客运 |      |

## 相关链接
- 天津铁路枢纽站：天津站、天津西站、滨海站、滨海西站
- 周边景观：津湾广场、大沽桥、解放桥、天津意式风情区